# Pickwick (бренд)
Pickwick («Піквік») — чайний бренд голландської компанії JDE Peet's. Це найбільший бренд чаю в Нідерландах і провідний бренд за часткою ринку чорного чаю там, хоча його частка зменшується через конкуренцію. Станом на 2014 рік це також провідний бренд чаю в Данії з 27% часткою ринку.

## Історія
У 1753 році Дав Егберт і його дружина Аккен відкрили лавку з кавою, чаєм і тютюном на головній вулиці Яура, Фрисландія. До 1937 року всі чаї компанії випускалися під брендом Douwe Egberts, а на кожній коробці як логотип містилася англійська поштова карета.
У 1930-х роках компанією керував Йоганнес Гессель, дружина якого любила читати Чарльза Дікенса. Під враженням від роману «Посмертні записки Піквікського клубу»  вона запропонувала змінити назву чаю на «Піквік».

## Різновиди
Під торговою маркою «Піквік» випускається традиційний чай, трав'яний чай, фруктовий чай, ароматизований чай, зелений чай та ройбуш-фруктова суміш.